# Andrena cussariensis
Andrena cussariensis är en biart som beskrevs av Morawitz 1886. Andrena cussariensis ingår i släktet sandbin, och familjen grävbin. Inga underarter finns listade i Catalogue of Life.